# درختچه کافور
درختچه کافور (نام علمی: Tarchonanthus camphoratus) نام یک گونه از خانواده کاسنیان است.